# Erigone praecursa
Erigone praecursa är en spindelart som beskrevs av Chamberlin och Ivie 1939. Erigone praecursa ingår i släktet Erigone och familjen täckvävarspindlar. Inga underarter finns listade i Catalogue of Life.